# San Francisco de Asís (Venezuela)
San Francisco de Asís es un pueblo perteneciente al municipio Zamora, en el estado de Aragua (Venezuela). San Francisco de Asís previamente se llamó Garabato, luego adoptó el nombre de Valero y, posteriormente, el 29 de agosto de 1872, se emitió el auto de erección parroquial y se le dio por nombre Alcántara, esto en honor al general Linares Alcántara, presidente del estado. Cuando falleció Linares y su nombre fue escarnecido en los nuevos gobiernos guzmancistas, se le cambió el nombre a la población por el definitivo de San Francisco de Asís, como se la conoce hoy

## Aspectos fisícos
Posee un clima tropical de sabana, la cual se encuentra ubicada en los denominados bosques secos premontanos. La temperatura en promedio oscila entre los 26 y los 34°C.

## Aspectos humanos
Población total (censo del 2001): 8364 habitantes. La población se caracteriza por tener actividades económicas de avicultura, cunicultura y algunos cultivos vegetales como el de caña de azúcar y los de cítricos.

## Historia
San Francisco de Asís surgió con el nombre de «Osman Quintero» en el siglo XVIII: así aparece en los documentos de la época y hasta el siglo XIX.
Fue el 16 de diciembre de 1854 cuando a este caserío se le dio el nombre de «Valero», en homenaje al prócer Antonio Valero Lara, quien estuvo muy activo en los últimos días de la independencia y en las guerras posteriores, destacándose como miembro del partido Liberal.
El 15 de febrero de 1872, el General Francisco Linares Alcántara (hijo), presidente del Estado Aragua, elevó a Garabato al rango de parroquia civil con nombre de «Alcántara» y de inmediato comenzaron una campaña para alcanzar el rango de parroquia eclesiástica con cura propio e iglesia, en vista de la suficiente cantidad de habitantes, Lograron su cometido el 29 de agosto de 1872, cuando el padre Domingo Quintero emitió el decreto que ordenaba la fundación de la nueva parroquia, que tendría como patrona a la Virgen de la Inmaculada Concepción.
Cuando murió el General Linares Alcántara habiendo sido Presidente de la República, se cambió el nombre del pueblo de Alcántara por el de «San Francisco de Asís» por voluntad de sus habitantes, y se puso de patrono a San Francisco de Asís.
Esta parroquia quedó adcrista al municipio Zamora hasta el presente, aunque muchos de sus habitantes desearián emprender una lucha para lograr sus autonos de la Asamblea Legislativa de Aragua.

## Pobladores
Los primeros pobladores del área son parcialidades del grupo de los caribes, en concreto de la estirpe cumanagota, y entre ellos podemos mencionar a los aragua, los tacarigua y algunos meregotos.
Al producirse el contacto con los españoles, derrotados los opositores a la invasión, barrida la población indígena y reducidos a la impotencia los que quedaron, se inició el proceso de usurpación de las tierras.
A los conquistadores les correspondieron las mejores tierras: las que se llamaron Garabato (hoy en día, San Francisco de Asís) y en las que posiblemente estuvieron las que pertenecieron a Cristóbal Cobos y que más tarde pasarían a manos de los Martínez de Villegas.
Allí se señala que en el lugar residían las familias Olivo, Bolívar, Quero, Alvarado, Ruiz, León y Don Cipriano de Aponte. La mayor parte de ésta aún tienen descendencia en San Francisco de Asís.

## Aspectos económicos
En San Francisco de Asís, un reducido grupo de ciudadanos de la parroquia se dedica a la ganadería y cunicultura, actividad ésta propia del sector primario.
Un promedio de 7 mil personas asistieron a la séptima edición del Día Internacional del Conejo en San Francisco de Asís (abril del 2007), evento que reunió a productores, criadores, cocineros y visitantes de diferentes estados del país.
- Datos: Q3471441